# Ludvík Černý
Ludvík Černý (ur. 16 sierpnia 1920 w Pradze, zm. 12 września 2003 tamże) – czechosłowacki polityk komunistyczny, burmistrz Pragi w latach 1964–1970.

## Życiorys
Pochodził z rodziny robotniczej z praskich Vysočan. Ukończył Politechnikę Czeską w Pradze. Początkowo pracował w firmach ubezpieczeniowych, a następnie przez wiele lat pracował w komisji planowania praskiej rady narodowej, gdzie pełnił m.in. funkcję zastępcy przewodniczącego i przewodniczącego. 
Od 1960 roku pełnił funkcję wiceburmistrza Pragi, a 29 czerwca 1964 roku został wybrany na nowego burmistrza miasta. Podczas jego kadencji udało mu się uzyskać większe dotacje finansowe dla czechosłowackiej stolicy i rozpocząć dynamiczny rozwój miasta, m.in. poprzez budowę wielu nowych osiedli, rozpoczęcie budowy praskiego metra i wiele innych inwestycji. Podczas jego kadencji odrestaurowano lub poddano przebudowie wiele praskich zabytków, takich jak Most Karola czy Pałac Martinicki, w 1964 doprowadził do utworzenia praskiego rejestru zabytków. 
Nie angażował się w ruch tzw. Praskiej Wiosny, jednak po interwencji wojsk Układu Warszawskiego w Czechosłowacji, w okresie tzw. „normalizacji” zrezygnował z pełnionej funkcji, a następnie został usunięty z praskiej rady narodowej i komitetu miejskiego KSČ. Następnie pełnił funkcję prezesa Czechosłowackiej Izby Gospodarczej.